# Типаллія
Типаллія — давнє поселення, руїни якого збереглися на південний захід від міста Анталія в Туреччині. Розташоване в історичному регіоні Лікія.
Пам'ятка розташована в 27 км на південний захід від міста Анталія, у 5 км на північ від села Чітдібі в районі Коньяалти. Укріплення розташовувалося на перевалі Карабел на дорозі, що з'єднувала Требенну та Кітанауру. Археологічні розкопки на території поселення не проводилися.
Серед залишків споруд розташовані кілька саркофагів. Також у складі пам'ятки є кілька вирублених у скелі могил
У III-II столітті до н. е. Типаллія перебувала в союзі з давнім містом Термессос. На одному з фрагментів давньої мармурової плити згадується полководець з Типаллії, який здобув звитягу в боротьбі з ворогами Термессоса.
Назва поселення згадується в написі на так званому «патарському дороговказі», знайденому на руїнах давнього лікійського міста Патара, де описуються дороги, що пов'язують Патару з різними частинами Лікії. Монумент датується періодом правління давньоримського імператора Клавдія (41-59 роки н. е.). Зокрема там було вказано відстань від «Трабенни» до поселення Типаллія, хоча сама відстань не збереглася на написі.
Через руїни проходить туристичний маршрут «Лікійська стежка».